# Tramway de Tergnier à Anizy - Pinon
Le tramway de Tergnier à Anizy - Pinon constituait une ligne de tramway électrique du département de l'Aisne.

## Historique[4]
Au journal officiel du 16 mai 1906 est publié un décret du 10 mai 1906 déclarant d'utilité publique, l'établissement, dans le département de l'Aisne, d'un tramway entre Tergnier et Anizy-Pinon.
Au journal officiel du 18 septembre 1907 est publié un décret du 14 septembre 1907 approuvant la substitution d'une société anonyme au rétrocessionnaire primitif du tramway de Tergnier à Anizy-Pinon (Aisne).
La ligne est ouverte en 1910, au trafic des voyageurs et à celui des marchandises (betteraves), ainsi qu'au transport du courrier.
.

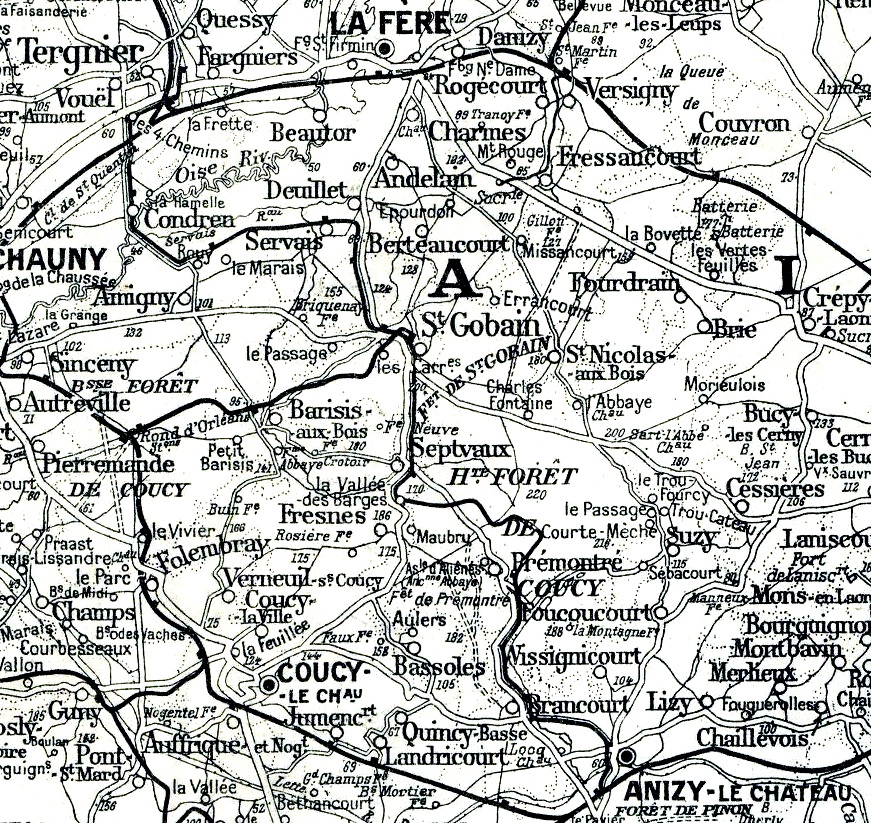
Carte du tramway de Tergnier à Anizy-Pinon en 1916

Cette carte de 1916 montre le parcours de la ligne, elle part de Tergnier traverse  Saint-Gobain et se termine à Anizy-Pinon. Les lignes environnantes visibles sur la carte sont : la ligne de Creil à Jeumont, la ligne de Chauny à Saint-Gobain, la ligne d'Anizy-Pinon à Chauny et la ligne de La Plaine à Hirson.

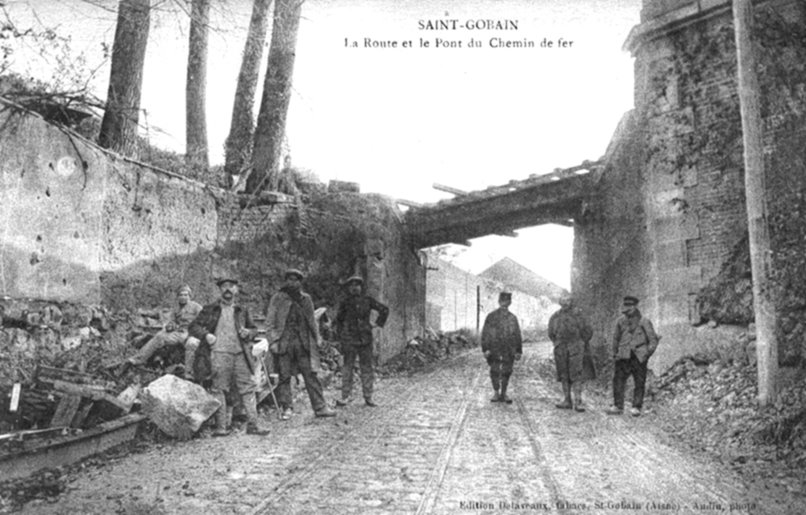
La ligne de tramway de Tergnier à Anizy-Pinon sous le pont-rail de la ligne de Chauny à Saint-Gobain

Sur cette photo, la ligne de tramway visible passait sous le pont du chemin de fer de Chauny à Saint-Gobain en gare de Saint-Gobain. Le croisement matérialisé ici, se voit également sur la carte ci-dessus. 
Le tablier de ce pont sera démonté après la fermeture de l'usine Saint-Gobain et du chemin de fer.
Pendant la Première Guerre mondiale, l'exploitation est suspendue et la voie est déposée par l'armée allemande. 
Le tramway  est reconstruit  et remis en service en 1934 sous la forme d'une ligne plus courte Tramway de  Tergnier - La Fère  - Saint-Gobain . En 1940, durant la Seconde Guerre mondiale, la ligne est à nouveau interrompue. Elle ne sera pas reconstruite.
Cette seconde ligne de Charmes à Saint-Gobain, est la section qui a connue de manière discontinue, la plus grande longévité entre 1910 et 1914, puis de 1936 à 1940. La section de Saint-Gobain à Anizy - Pinon a fonctionné seulement de (1910 à 1914).

## Alimentation électrique
La ligne est électrifiée par du courant alternatif (3000V, 25 Hz), ce qui est une innovation pour l'époque. L'usine génératrice se trouve à Saint-Gobain sur le site du dépôt. 
L'alimentaion se fait par une caténaire.
La section reconstruite reçut une électrification plus conventionnelle et moins performante à cause des pertes en ligne : du courant continu à 600V.

## Matériel roulant
- Automotrices à 2 essieux: 3 unités,
- Tracteur à 2 essieux: 2 unités,
- Remorques à 2 essieux: 4 unités,
- Wagons de marchandises: 20 unités.

Le dépôt et les ateliers et l'usine de production de courant se situent à Saint-Gobain.

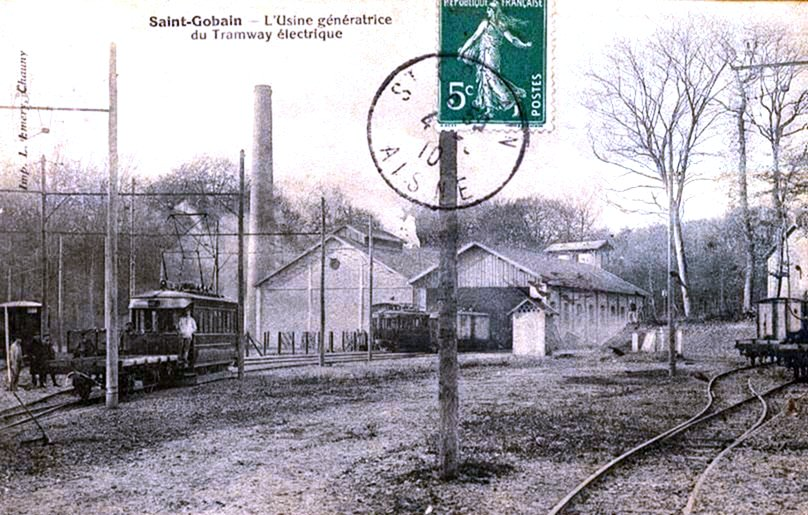
L'usine électrique du tramway à Saint-Gobain en fonctionnement
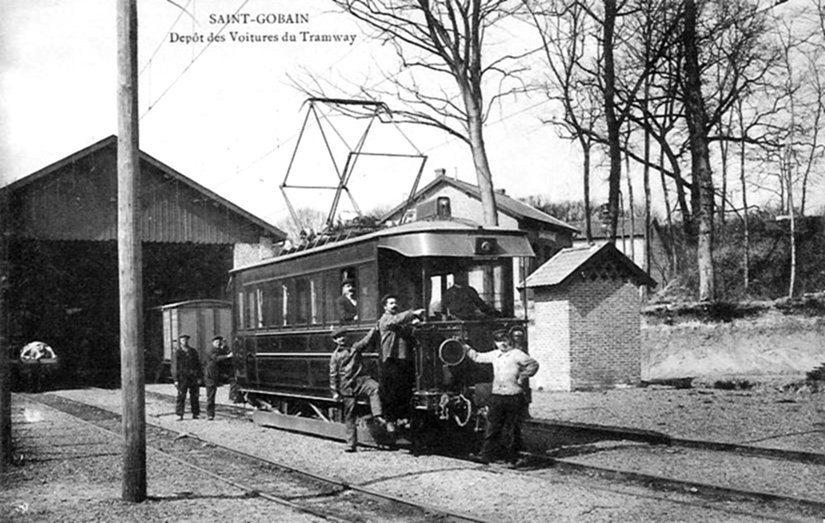
Le dépôt du tramway à Saint-Gobain
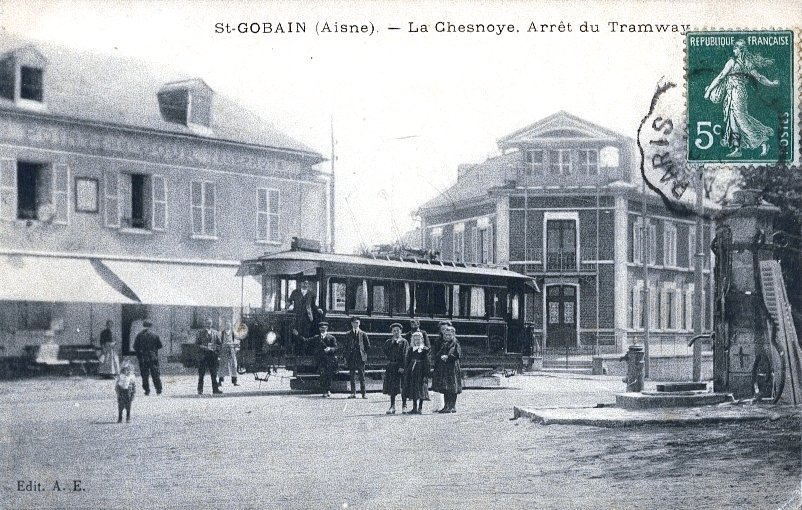
Le tramway à Saint-Gobain (La Chesnoye).

## La ligne[7]
Le tracé est décrit de la façon suivante au journal officiel du 16 mai 1906 : « La ligne partira de la gare de Tergnier-Nord, aboutira à la gare d'Anizy-Pinon-Nord et empruntera les voies publiques ci-après désignées : avenue de la gare de Tergnier, route Nationale no38, chemin d'intérêt commun no3, chemin vicinal ordinaire no2 de la commune d'Amigny-Rouy, chemins vicinaux ordinaires nos  2 et 1 de la commune de Servais, chemin rural mitoyen entre les communes de Servais et de Deuillet, chemins de grande communication nos  13, 7 et 14, chemin vicinal ordinaire no1 de la commune de Prémontré, chemins de grande communication nos  14, 5 et 26, et avenue de la gare d'Anizy-Pinon. Le tracé sera établi en déviation partout où l'emprunt de ces voies publiques n'est pas possible. »
Le tracé réel sera légèrement différent, notamment entre Septvaux et Prémontré, en raison du relief à franchir.
Une carte précise du tracé, relevé après guerre, se trouve ici : Carte spéciale des régions dévastées. 22 SE, Laon (Sud-Est) sur Gallica.

### Parcours
- Tergnier - Saint-Gobain - Anizy - Pinon, (32 km), ouverture  1910
- Tergnier - La Fère - Charmes (7 km), ouverture 1934

### Vestiges
Il reste principalement des traces de la ligne Tergnier - St-Gobain : 
- Sur la RD 53 entre Condren et Deuillet on remarquera le talus plus large côté Sud Ouest permettant le passage du Tram en accotement, 
- La rampe en remblai à gauche de la RD53, en bas d'Amigny-Rouy, 
- La gare d'Amigny-Rouy, 
- La gare de Deuillet, à l'orée de la forêt de St-Gobain sur la RD13, 
- La remise des années 30 au pied de st-Gobain (à droite dans les arbres avant l'entrée de St-Gobain)
- Les anciens bâtiments de la centrale électrique de l'exploitation d'avant 1914, en haut de St-Gobain 
- L'hiver, on peut également apercevoir un reste de talus côté Nord-Est de la RD 14 entre Septvaux et Prémontré (trop de végétation le reste de l'année pour pouvoir le repérer)

#### Galerie
La galerie des vestiges ci-dessous montre les vestiges qui se succèdent le long de cette ancienne ligne :

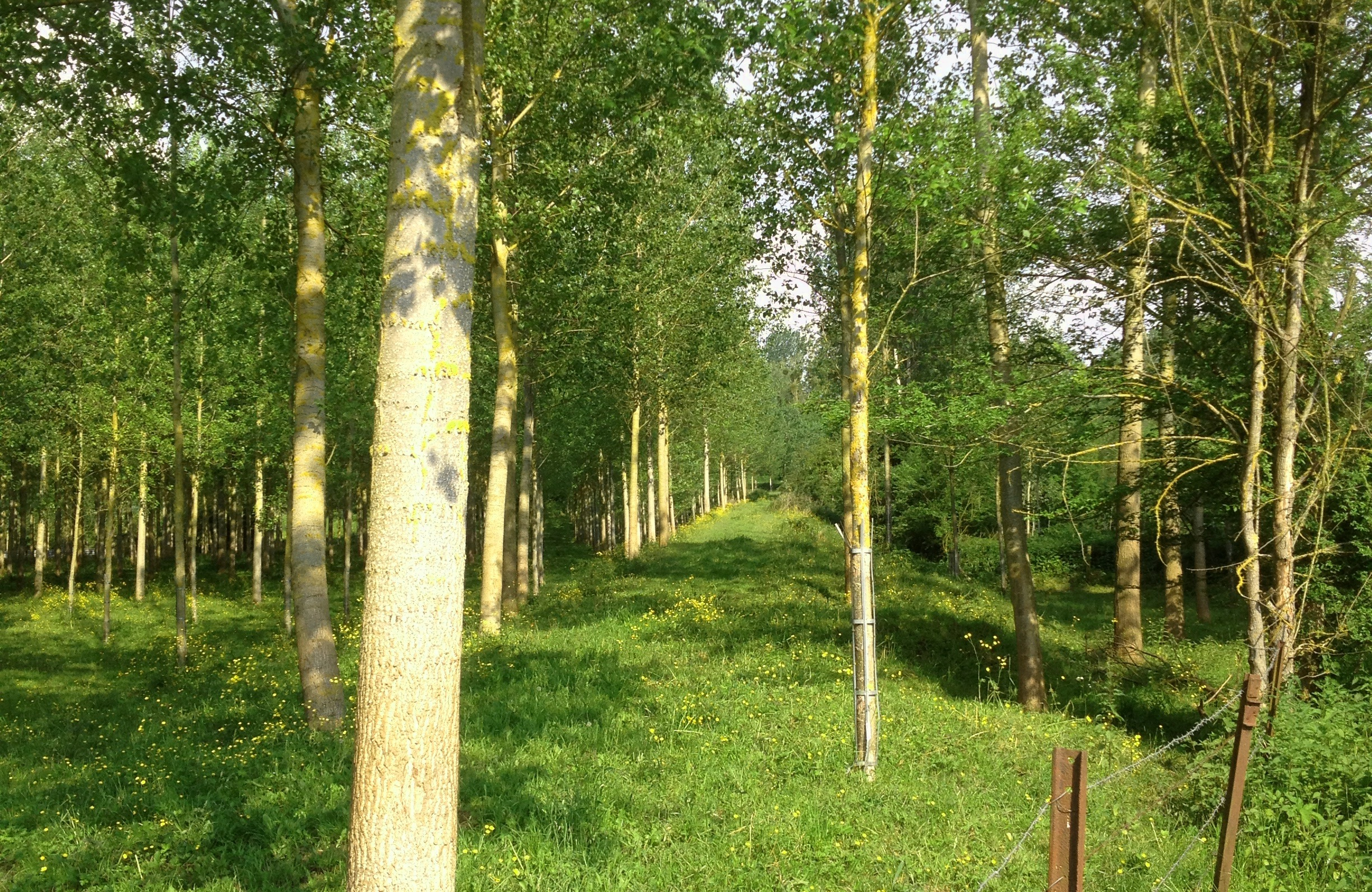
Le talus ferroviaire qui permet la montée vers la gare d'Amigny-Rouy.
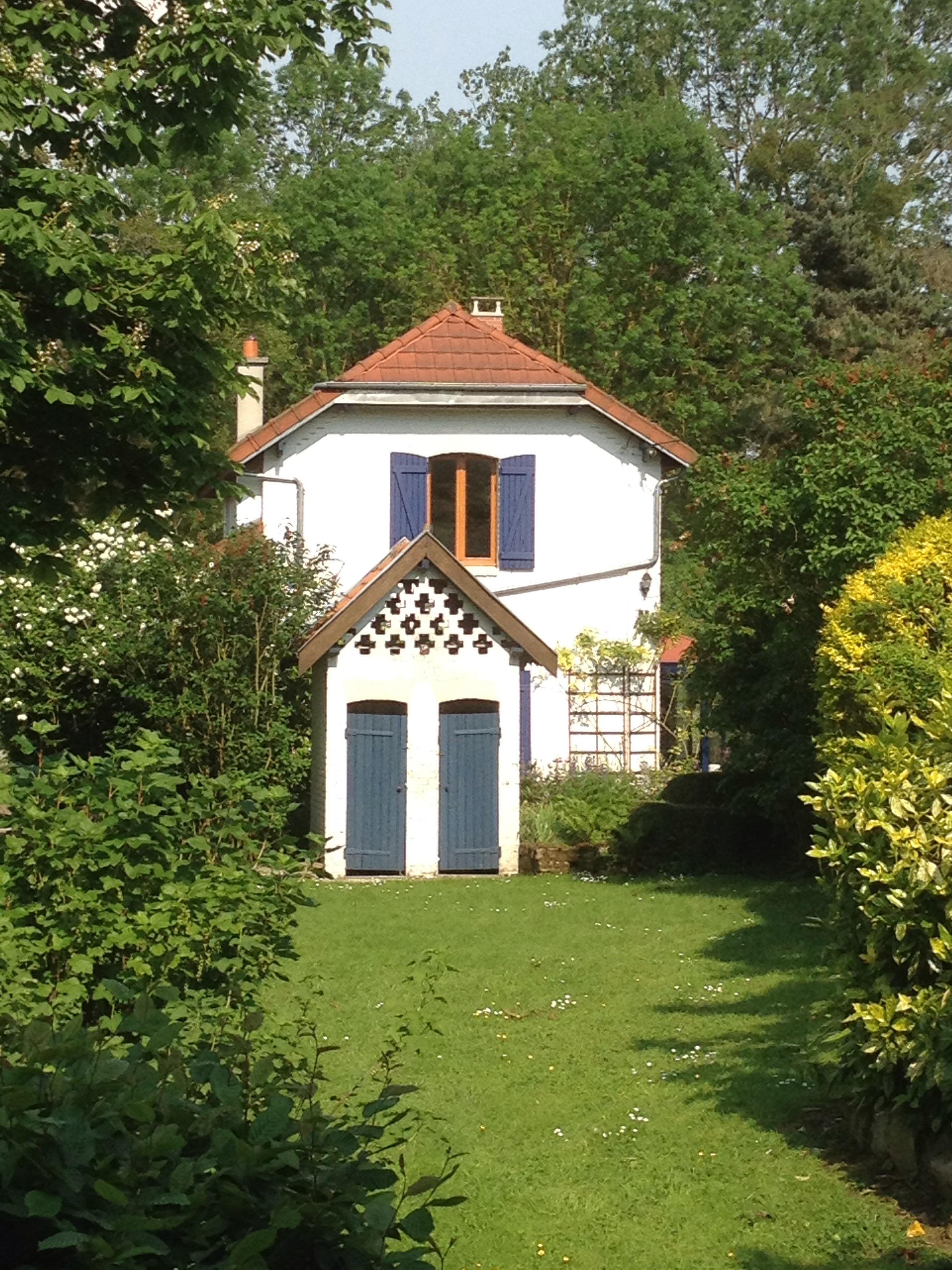
La gare d'Amigny-Rouy, dont la photo en activité figure en en-tête, réaménagée en maison particulière.
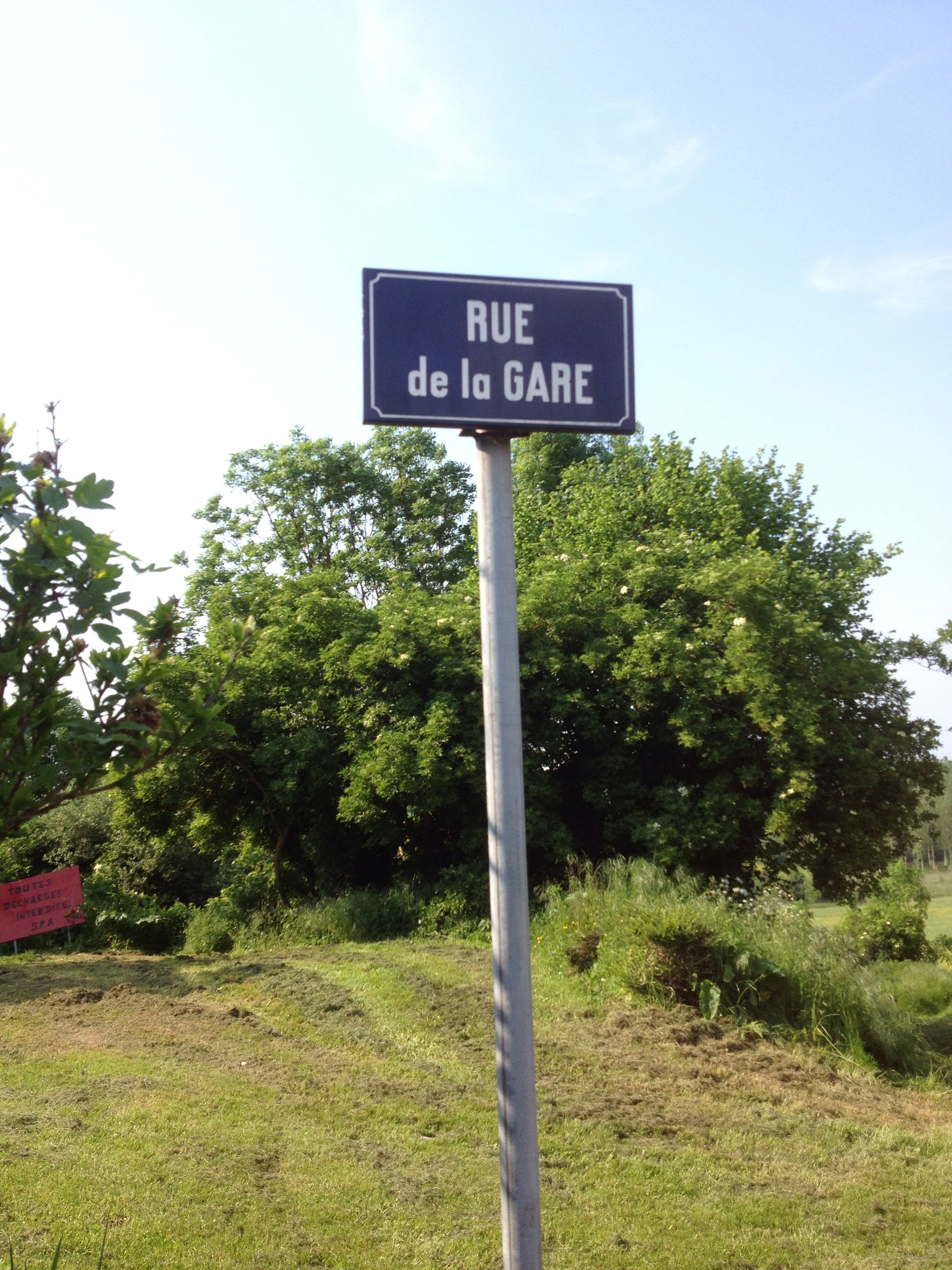
Panneau indiquant la rue de la gare à Amigny-Rouy.
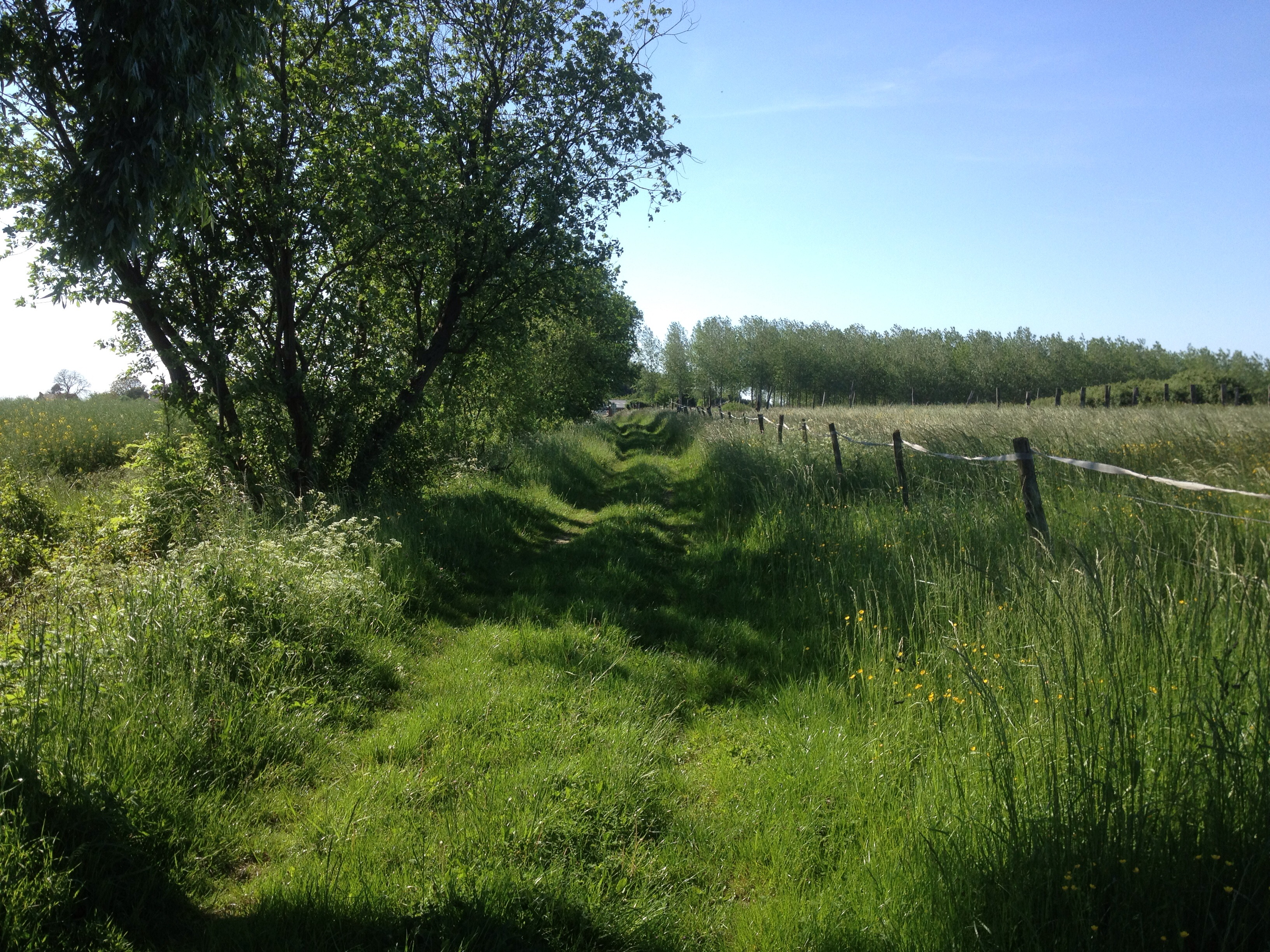
L'ancienne plate-forme du tramway entre les gares de Septvaux et Prémontré.
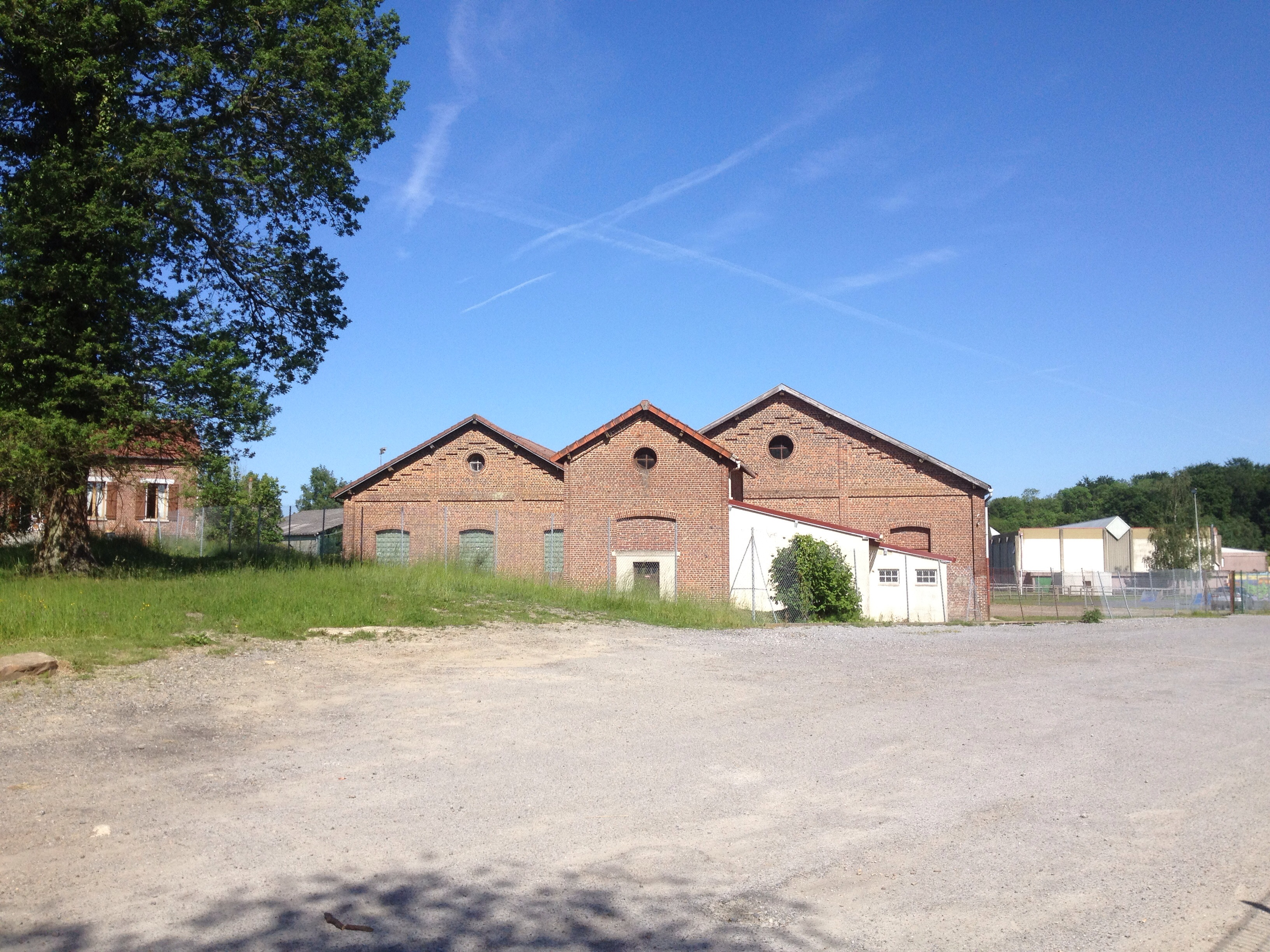
Les bâtiments restants de l'usine électrique, aujourd'hui locaux communaux.